# Campionato sudamericano maschile di pallavolo 1985
Il XVI campionato sudamericano maschile di pallavolo si è svolto dal 27 luglio al 1º agosto 1985 a Caracas, in Venezuela. Al torneo hanno partecipato 6 squadre nazionali sudamericane e la vittoria finale è andata per la quindicesima volta, la decima consecutiva, al Brasile.

## Squadre partecipanti
- Argentina
- Brasile
- Colombia
- Perù
- Uruguay
- Venezuela

## Classifica finale
| Classifica | Squadre   |
| ---------- | --------- |
|            | Brasile   |
|            | Venezuela |
|            | Argentina |
| 4          | Uruguay   |
| 5          | Colombia  |
| 6          | Perù      |